# Moon (Familienname)
Moon ist ein englischer und koreanischer Familienname.

## Namensträger
- Alan R. Moon (* 1951), britischer Spieleautor
- Aliona Moon (* 1989), moldawische Popsängerin
- Ben Moon (* 1966), britischer Sportkletterer
- Brendan Moon (* 1958), australischer Rugby-Union-Spieler
- Bryce Moon (* 1986), südafrikanischer Fußballspieler
- Moon Chae-won (* 1986), südkoreanische Schauspielerin
- Moon Chi-sung (* 2000), südkoreanischer Fußballspieler
- Moon Chung-hee (* 1947), südkoreanische Schriftstellerin
- Moon Dae-sung (* 1976), südkoreanische Taekwondin
- Darvin Moon (1963–2020), US-amerikanischer Amateur-Pokerspieler und Holzfäller
- Edgar Moon (1904–1976), australischer Tennisspieler
- Edward Penderel Moon (1905–1987), britischer Verwaltungsbeamter und Autor
- Elizabeth Moon (* 1945), US-amerikanische Schriftstellerin
- Ember Moon (* 1988), bürgerlich Adrienne Reese, US-amerikanische Wrestlerin
- Moon Eui-jae (* 1975), südkoreanischer Ringer
- Moon Geun-young (* 1987), südkoreanische Schauspielerin
- Guy Moon (* 1962), US-amerikanischer Komponist
- Moon Han-lim (* 1955), südkoreanischer Geistlicher, Bischof von Venado Tuerto in Argentinien
- Moon Hee-sang (* 1945), südkoreanischer Politiker
- Moon Hyung-jin (* 1979), südkoreanischer Führer einer Neuen Religiösen Bewegung, Präsident der Vereinigungskirche
- Moon Jae-in (* 1953), südkoreanischer Politiker
- Jamario Moon (* 1980), US-amerikanischer Basketballspieler
- Johannes Seokhoon Moon (* 1984), südkoreanischer Opernsänger
- John A. Moon (1855–1921), US-amerikanischer Politiker
- John Moon Hee Jong (* 1966), südkoreanischer Geistlicher, Weihbischof in Suwon
- John W. Moon (1836–1898), US-amerikanischer Politiker
- Moon Jong-up (* 1995), Sänger der südkoreanischen Gruppe B.A.P
- Katie Moon (* 1991), US-amerikanische Stabhochspringerin
- Keith Moon (1946–1978), britischer Rock-Schlagzeuger
- Madeleine Moon (* 1950), britische Politikerin
- Moon Mi-ra (* 1992), südkoreanische Fußballspielerin
- Niko Moon, Country-Sänger und Songwriter
- Philip Burton Moon (1907–1994), britischer Physiker
- Philip Moon (* 1961), US-amerikanischer Schauspieler
- Pius Moon Chang-woo (* 1963), südkoreanischer Geistlicher, Bischof von Cheju
- Reuben O. Moon (1847–1919), US-amerikanischer Politiker
- Robert Charles Moon (1844–1914), Augenarzt
- Rupert Moon (* 1968), walisischer Rugby-Union-Spieler
- Sandra Moon, US-amerikanische Sängerin (Sopran)
- Sarah Moon (* 1941), französisch-US-amerikanische Fotografin
- Scarlet Moon (1952–2013), brasilianische Journalistin und Schauspielerin
- Moon Seon-min (* 1992), südkoreanischer Fußballspieler
- Moon So-ri (* 1974), südkoreanische Schauspielerin
- Moon Soon-ho (* 1981), südkoreanischer Fußballspieler
- Moon Sung-kil (* 1963), südkoreanischer Boxer
- Moon Sung-min (* 1986), koreanischer Volleyballspieler
- Moon Suk, südkoreanische Fernsehmoderatorin und Künstlerin, siehe Kang Moon-suk
- Sun Myung Moon (1920–2012), südkoreanischer Gründer und Oberhaupt der „Vereinigungskirche“
- Moon Taejun (* 1970), südkoreanischer Lyriker
- Thomas Moon (1908–1986), US-amerikanischer Eishockeyspieler
- Tom Moon (* 1960), US-amerikanischer Jazz-Tenorsaxophonist, Komponist und Autor
- Unjoo Moon (* 1964), australische Filmregisseurin und -produzentin
- Vincent Moon (bürgerlicher Name Mathieu Saura; * 1979), französischer Regisseur von Musikvideos und Dokumentarfilmen
- Wally Moon (* 1930), US-amerikanischer Baseballspieler
- Warren Moon (* 1956), US-amerikanischer Footballspieler
- William Moon (1818–1894), US-amerikanischer Ingenieur und Entwickler (Moonalphabet)
- Willy Moon (* 1989), neuseeländischer Musiker
- Moon Ye-won (* 1991), südkoreanische Schauspielerin
- Zoë Malia Moon (* 2003), deutsche Kinderdarstellerin im Fernsehen
- Moon, Spitzname des E-Sportlers Jang Jae-ho